# Yougoslavie aux Jeux olympiques d'été de 1948
C’est en tant que République fédérative socialiste de Yougoslavie que la Yougoslavie participe aux Jeux olympiques d'été de 1948 à Londres. Représentée une nouvelle fois par une délégation conséquente de 90 athlètes, dont 11 femmes, les Yougoslaves ne remportent que deux médailles d’argent. L’une en Athlétisme et la seconde en Football. Une médaille d’argent prestigieuse obtenue par les footballeurs des Balkans qui s’inclinent  en finale contre la Suède, sur le score de 3 à 1, au terme d'un match particulièrement disputé.

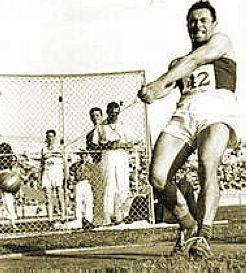
Ivan Gubijan médaillé d’argent au lancer du marteau.

## Tous les médaillés yougoslaves
| Médaille          | Nom | Sport      | Épreuve           |
| ----------------- | --- | ---------- | ----------------- |
| Médaille d'argent | Ivan Gubijan | Athlétisme | Lancer du marteau |
| Médaille d'argent | Franjo Šoštarić Miroslav Brozović Branko Stanković Zlatko Čajkovski Aleksandar Atanacković Prvoslav Mihajlović Rajko Mitić Franjo Wölfl Stjepan Bobek Željko Čajkovski Ljubomir Lovrić Zvonimir Cimermančić Bernard Vukas Ivan Jazbinšek Ratko Kacian Frane Matošić Béla Pálfi Miodrag Jovanović Kosta Tomašević Josip Takač Božo Broketa Aleksandar Petrović | Football   |                   |

## Sources
- (fr) Tous les bilans officiels de l’année 1948 sur le site du Comité international olympique
- (en) Bilan complet de la Yougoslavie sur le site olympedia.org